# Setosipennula
Setosipennula là một chi bướm đêm thuộc họ Pterophoridae.

## Các loài
- Setosipennula viettei Gibeaux, 1994